# Xestia friederikae
Xestia friederikae är en fjärilsart som beskrevs av Wolfgang Dierl 1984. Xestia friederikae ingår i släktet Xestia och familjen nattflyn. Inga underarter finns listade i Catalogue of Life.